# Elnur Hüseynov
Elnur Hüseynov (Aşgabat, 3 marzo 1987) è un cantante azero.

## Carriera
Ha partecipato all'Eurovision Song Contest 2008 come rappresentante dell'Azerbaigian, proponendo il brano Day After Day insieme a Samir Cavadzadə, come duo denominato "Elnur and Samir". La canzone si classifica all'8º posto.
Nel 2015 Hüseynov prende nuovamente parte all'Eurovision Song Contest, sempre come rappresentante azero, interpretando il brano Hour of the Wolf, che si classifica 12º.